# Phyllotocus occidentalis
Phyllotocus occidentalis är en skalbaggsart som beskrevs av Blackburn 1888. Phyllotocus occidentalis ingår i släktet Phyllotocus och familjen Melolonthidae. Inga underarter finns listade i Catalogue of Life.